# Supergruppo dell'hollandite
Il supergruppo dell'hollandite è un supergruppo di minerali comprendente i seguenti gruppi:
| Gruppo                  | Minerali |
| ----------------------- | --- |
| Gruppo della coronadite | coronadite · criptomelano · ferricoronadite · ferrihollandite · hollandite · manjiroite · stronziomelano · talliomelano |
| Gruppo della priderite  | henrymeyerite · mannardite · priderite · redledgeite · UM1994-09-O:CrKTi                                                |

I minerali appartenenti al supergruppo dell'hollandite sono degli ossidi di manganese (IV) e titanio caratterizzati da una struttura a tunnel le cui pareti sono formate da ottaedri uniti gli uni agli altri in blocchi di 2×2 Gli ottaedri sono formati da [Mn4+O6] oppure [Ti4+O6]. Per questo motivo sono anche definiti "ossidi a tunnel". All'interno del tunnel possono essere presenti cationi monovalenti e divalenti e molecole di acqua.
La formula chimica generica è:
- A2+[M4+6M3+2]O16 (più raramente A2+[M4+7M2+]O16), oppure
- A+[M4+7M3+]O16 (più raramente A+[M4+7,5M2+0,5]O16)

dove:
- A2+ = piombo, bario, stronzio
- A+ = potassio, sodio
- M4+ = manganese, titanio
- M3+ = manganese, ferro, cromo, vanadio
- M2+ = ferro

La suddivisione dei minerali fra i due gruppi avviene in base al catione tetravalente dominante (M4+) presente nel muro di ottaedri: se è il manganese, la specie mineralogica appartiene al gruppo della coronadite, se si tratta di titanio, la specie appartiene al gruppo della priderite.